# 618 Elfriede
618 Elfriede este un asteroid din centura principală, descoperit pe 17 octombrie 1906, de K. Lohnert.